# Claude Augé
Claude Augé (n.  1854 la L'Isle-Jourdain (Gers) – d. 1924 la Fontainebleau (Seine-et-Marne)), a fost un pedagog, editor și lexicograf francez.

## Biografie
Claude Augé a fost mai întâi institutor, apoi, după ce a luat în căsătorie o nepoată de-a văduvei lui Pierre Larousse (1817-1875), în 1885 s-a alăturat casei de editură Librairie Larousse, în calitate de ajutor contabil, devenind repede unul din directori. Până la moartea sa, Claude Augé nu a încetat să continue opera celebrului lexicograf.
În 1920, continuându-și opera, a hotărât să fie înlocuit, în funcțiile sale editoriale, de fiul său, Paul Augé (1881-1951). 

## Lucrări personale
- din 1891 până în 1895 : Cours d'histoire de France (niveaux: cours préparatoire, cours élémentaire et cours moyen), în colaborare cu Maxime Petit. Lucrări care au făcut obiectul unor numeroase reeditări până în 1923.
- din 1890 până în 1912 : Cours de grammaire en 4 volumes (du cours préparatoire au cours supérieur) : această strălucitoare colecție a format generații de francezi (certificat d'études ; brevet élémentaire ; brevet supérieur) până în ajunul celui de al Doilea Război Mondial.
- prin 1895 : Le Livre de Musique. Nombreuses rééditions jusqu'en 1954.
- în 1899 : Boky fiomanana amin' ny tantaran' i Frantsa nation'i Claude Augé sy Maxime Petit, nadikan-d Razafimahefa ho teny malagasy... - Livre préparatoire d'histoire de France... tradus în malgașă de Razafimahefa... Paris : Larousse, (1899)
- 1905 : le Cabinet de l'instituteur

## Editor
- 1889 : Dictionnaire complet illustré en 1 volume.

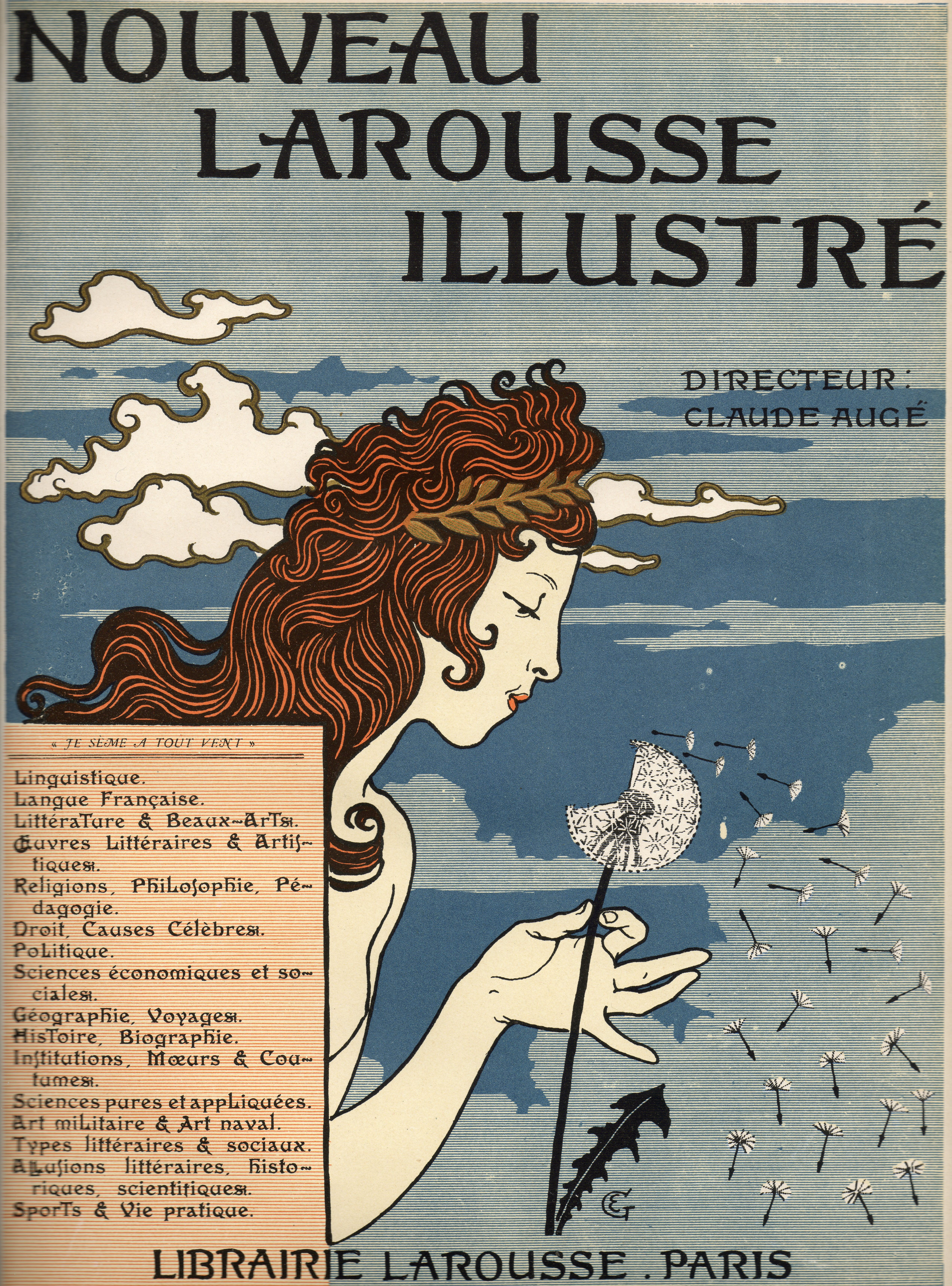
Pagina de gardă a dicționarului Nouveau Larousse illustré (1897-1904) în 7 volume.

- 1897-1904 : Nouveau Larousse illustré, en sept grands volumes (plus 1 supplément en 1907).
- 1905 : Petit Larousse illustré (successeur du Dictionnaire complet illustré).
- 1907 et 1908 : Larousse pour tous (2 volumes)
- 1910 : Larousse classique illustré.
- 1922 : Larousse universel (successeur du Larousse pour tous).
- 1924 : Nouveau Petit Larousse illustré.